# Premi Europeu de Ciència Hipàtia

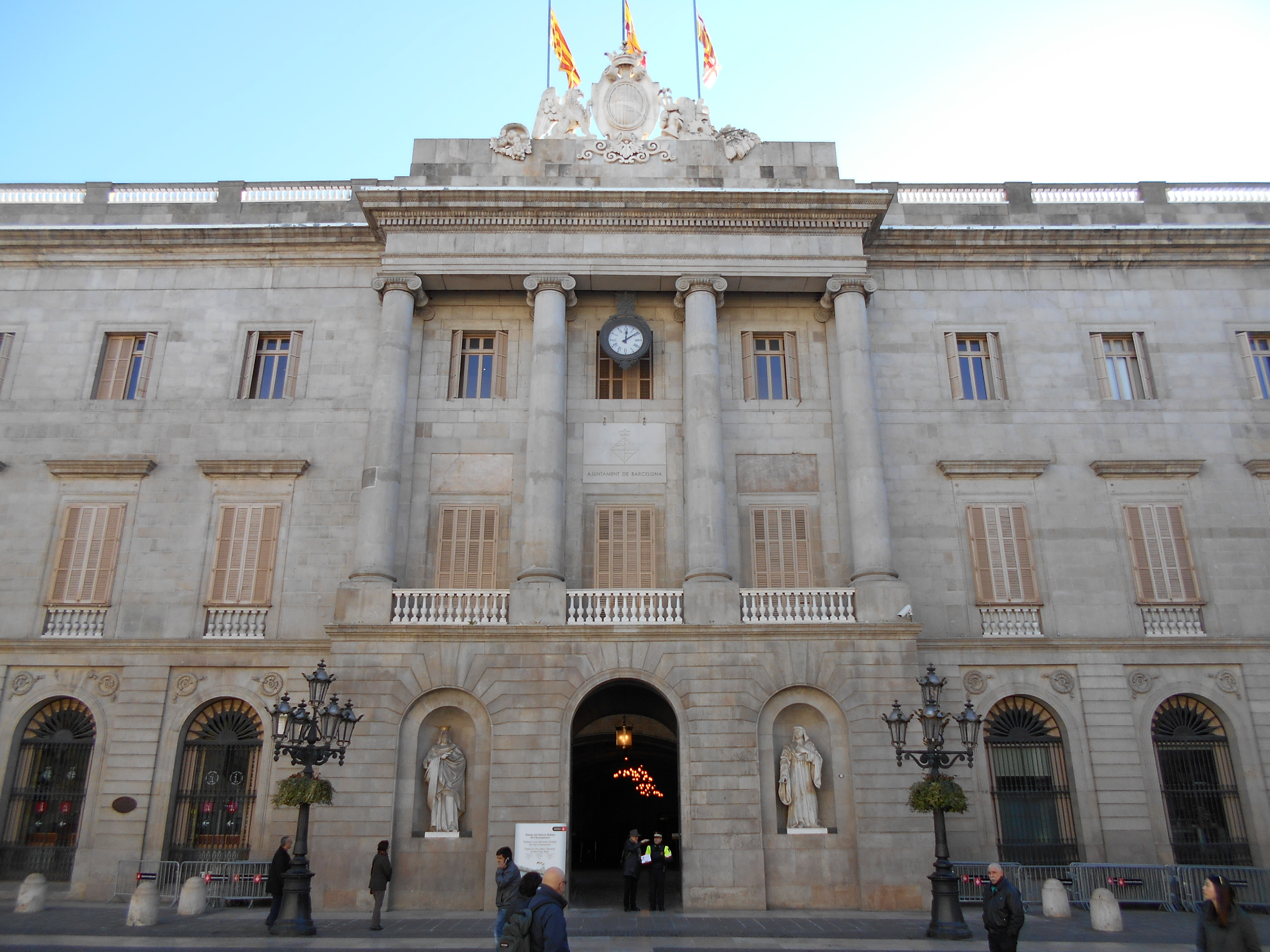
Ajuntament de Barcelona

El Premi Europeu de Ciència Hipàtia és un guardó que atorga l'Ajuntament de Barcelona en col·laboració amb l'Academia Europaea (Academia Europaea-Barcelona Knowledge Hub, AE-BKH) a persones vinculades a l'àmbit de la ciència com a recompensa a la millor trajectòria d'una persona en el terreny de la ciència i la recerca. La seva primera edició es va celebrar el 2018.

## Premi
Aquest guardó s'emmarca en el programa «Barcelona, ciutat de ciència», promogut pel consistori per a impulsar el compromís de Barcelona amb la ciència, amb l'objectiu final de projectar la ciutat com a capital europea de recerca i innovació. El premi compta amb una dotació econòmica de 30.000 euros.
De periodicitat anual, el nom del guardó recorda la filòsofa i científica Hipàtia d'Alexandria (més correctament, Hipàcia, c. 355-415), com a forma de reconèixer el paper de la dona en la ciència. Per això, les bases del certamen estableixen que almenys una de cada tres guanyadors haurà de ser dona.
La dedicació del premi segueix un cicle triennal en tres àmbits diferents: ciència i tecnologia, ciències de la vida i de la salut, i humanitats i ciències socials.

## Guanyadors
- 2018 Ciència i tecnologia: László Lovász, matemàtic hongarès,[4] «per la seva destacada trajectòria professional en el camp de les matemàtiques i per la seva contribució al progrés social».[5]
- 2019-2020 Ciències de la vida i de la salut: Ilaria Capua, viròloga italiana,[6] «per la seva destacada trajectòria investigadora en els camps de la veterinària i la microbiologia, per les seves contribucions a la política científica i el lideratge en la promoció de l'accés obert a la informació genètica sobre virus emergents, i per l'impacte social de la seva contribució al concepte multidisciplinari d'"una sola salut"».[7]
- 2021 Humanitats i ciències socialsː Nancy Cartwright, filòsofa de la ciència estatunidenca, «per la seva destacada contribució a la investigació filosòfica».[8][1]
- 2022 Ciència i tecnologia: Nuria Oliver, investigadora espanyola en intel·ligència artificial.[9]
- 2025 Ciències de la vida i de la salut: Svante Pääbo, genetista suec, investigador a Alemanya, pel «seu treball innovador en la seqüenciació de genomes d’espècies i poblacions extingides, per les seves contribucions revolucionàries a la paleogenòmica».[10]